# Premio Molière per la migliore attrice
Il premio per la migliore attrice è una categoria del Premio Molière, istituito nel 1987 e assegnato ogni anno in Francia nell'ambito del teatro. Di seguito si riporta per ogni anno l'elenco delle vincitrici e delle candidate. Il premio, dalla sua edizione del 2014, la prima dopo lo stop del 2011, viene diviso, come la controparte maschile, con "Il premio per la miglior attrice in uno spettacolo di un Teatro Pubblico" e con "Il premio per la miglior attrice in uno spettacolo di un Teatro Privato".

## Edizioni del premio
- 1987: Suzanne Flon per Léopold le bien aimé
  - Nicole Garcia per Deux sur la balançoire
  - Denise Grey per Harold et Maude
  - Jeanne Moreau per Le Récit de la servante Zerline
  - Dominique Valadié per Hedda Gabler
- 1988: Jeanne Moreau per Le récit de la servante Zerline
  - Maria Casares per Ecuba  (Hécube)
  - Anny Duperey per Le Secret
  - Macha Méril per L'Éloignement
  - Delphine Seyrig per Un jardin en désordre
- 1989: Maria Casarès per Ecuba (Hécube)
  - Suzanne Flon per Une absence
  - Denise Gence per Le sedie  (Les Chaises)
  - Catherine Hiegel per La Veillée
  - Isabelle Huppert per Un mois à la campagne
- 1990: Denise Gence per Avant la retraite
  - Jane Birkin per Quelque part dans cette vie
  - Anny Duperey per Il pane casalingo  (Le Pain de ménage) e Il piacere di troncare  (Le Plaisir de rompre)
  - Danièle Lebrun per Faut pas tuer maman !
  - Sonia Vollereaux per Les Palmes de Monsieur Schutz
- 1991: Dominique Valadié per La dama di Chez Maxim  (La Dame de chez Maxim)
  - Marie-Anne Chazel per La dama di Chez Maxim  (La Dame de chez Maxim)
  - Tsilla Chelton per En conduisant Miss Daisy
  - Nicole Garcia per Partage de midi
  - Annie Girardot per Heldenplatz
  - Sophie Marceau per Eurydice
- 1992: Ludmila Mikaël per Célimène et le Cardinal
  - Béatrice Agenin per C'était bien
  - Suzanne Flon per L'Antichambre
  - Anouk Grinberg per Il tempo e la stanza (Le Temps et la chambre)
  - Zabou per Cuisine et dépendances
- 1993: Edwige Feuillère per Edwige Feuillère en scène
  - Fanny Ardant per L'Aide mémoire
  - Emmanuelle Béart per Non si scherza con l'amore (On ne badine pas avec l'amour)
  - Denise Gence per Giorni felici  (Oh les beaux jours)
  - Catherine Hiegel per La serva amorosa
  - Sophie Marceau per Pigmalione
- 1994: Tsilla Chelton per Le sedie (Les Chaises)
  - Isabelle Huppert per Orlando
  - Danièle Lebrun per La fille à la trompette
  - Coline Serreau per Quisaitout et Grobêta
  - Caroline Sihol per Je m'appelais Marie-Antoinette
- 1995: Suzanne Flon per La Chambre d’amis
  - Juliette Brac per Charcuterie fine
  - Geneviève Casile per L'Allée du roi
  - Isabelle Huppert per Orlando
  - Dominique Valadié per Espions et célibataires
- 1996: Christiane Cohendy per Décadence
  - Anny Duperey per Un marito ideale  (Un mari idéal)
  - Nicole Garcia per Scene da un matrimonio  (Scènes de la vie conjugale)
  - Ludmila Mikael per Gertrud
  - Geneviève Page per Colombe
- 1997: Myriam Boyer per Chi ha paura di Virginia Woolf? (Qui a peur de Virginia Woolf?
  - Fanny Ardant per Master class
  - Tsilla Chelton per Le Mal de mère
  - Sandrine Kiberlain per Le Roman de Lulu
  - Danièle Lebrun per Célimène et le Cardinal
- 1998: Dominique Blanc per Une maison de poupée
  - Béatrice Agenin per Chi ha paura di Virginia Woolf?  (Qui a peur de Virginia Woolf?)
  - Geneviève Fontanel per Adam et Eve
  - Ludmila Mikael per Deux sur la balançoire
  - Zabou per Skylight
- 1999: Isabelle Carré per La signorina Else (Mademoiselle Else)
  - Annick Blancheteau per Pour la galerie
  - Caroline Cellier per Un tram che si chiama Desiderio  (Un tramway nommé désir)
  - Marilu Marini per Le Frigo e La femme assise
  - Cristiana Reali per Duo violon seul
- 2000: Judith Magre per Shirley
  - Marianne Basler per Trahisons
  - Suzanne Flon per L'amante inglese (L'Amante anglaise)
  - Catherine Frot per Dîner entre amis
  - Marie Laforêt per Master class
- 2001: Corinne Jaber per Une bête sur la lune
  - Isabelle Adjani per La Dame aux camélias
  - Isabelle Huppert per Medea
  - Ludmila Mikael per Un trait de l'esprit
  - Catherine Rich per L'Homme du hasard
- 2002: Annie Girardot per Madame Marguerite
  - Clémentine Célarié per Madame sans-gêne
  - Florence Pernel per Srivimi fermo posta (La boutique au coin de la rue)
  - Muriel Robin per La Griffe (A71)
  - Caroline Sihol per Elvire
- 2003: Danielle Darrieux per Oscar e la dama in rosa  (Oscar et la dame rose)
  - Francine Bergé per Jeux de scène
  - Dominique Blanc per Fedra (Phèdre)
  - Anouk Grinberg per La Preuve
  - Danièle Lebrun per Jeux de scène
- 2004: Isabelle Carré per L'Hiver sous la table
  - Micheline Dax per Miss Daisy et son chauffeur
  - Isabelle Gélinas per L'Amour est enfant de salaud
  - Chantal Neuwirth per Portrait de famille
  - Catherine Rich per Le Sénateur Fox
- 2005: Christine Murillo per Dis à ma fille que je pars en voyage
  - Myriam Boyer per Je viens d'un pays de neige
  - Marianne Epin per Hannah K.
  - Isabelle Huppert per Hedda Gabler
  - Cristiana Reali per La locandiera
  - Caroline Sihol per Molly
- 2006: Judith Magre per Histoires d'hommes
  - Emmanuelle Devos per Créanciers
  - Anny Duperey per Oscar e la dama in rosa  (Oscar et la dame rose)
  - Catherine Hiegel per Embrasser les ombres
  - Catherine Samie per Giorni felici  (Oh les beaux jours)
  - Barbara Schulz per Pigmalione  (Pygmalion)
- 2007: Martine Chevallier per Le Retour au désert
  - Isabelle Adjani per Marie Stuart
  - Geneviève Casile per Il ventaglio di Lady Windermere  (L'Éventail de Lady Windermere)
  - Catherine Frot per Si tu mourais...
  - Isabelle Gélinas per Le Jardin
- 2008: Myriam Boyer per La vita davanti a sé  (La Vie devant soi)
  - Marina Hands per Partage de midi
  - Cristiana Reali per Good Canary
  - Dominique Reymond per Le Pélican
- 2009: Anne Alvaro per Gertrude (le cri)
  - Zabou Breitman per Des gens
  - Marie Laforêt per Master Class
  - Christine Murillo per Vers toi terre promise
  - Dominique Reymond per La notte dell'iguana  (La Nuit de l'iguane)
  - Mélanie Thierry per Baby Doll
- 2010: Dominique Blanc per Il dolore (La Douleur)
  - Anny Duperey per Colombe
  - Isabelle Gélinas per L'Illusion conjugale
  - Anouk Grinberg per Le false confidenze (Les Fausses Confidences)
  - Norah Krief per La dama di Chez Maxim (La Dame de chez Maxim)
  - Hélène Vincent per Alexandra David-Néel, mon Tibet
- 2011: Catherine Hiegel per La Mère
  - Valeria Bruni Tedeschi per Rêve d'automne
  - Julie Depardieu per Nono
  - Maaïke Jansen per Le Technicien
  - Dominique Reymond per Le sedie (Les Chaises)
  - Hélène Vincent per La Celestina (La Célestine)

### Premio per la miglior attrice in uno spettacolo di un Teatro Pubblico
- 2014: Valérie Dréville per Les Revenant
  - Cécile Garcia-Fogel per Les Serments
  - Anouk Grinberg per Molly Bloom
  - Isabelle Huppert per Le false confidenze (Les Fausses confidences)
- 2015: Emmanuelle Devos per Platonov
  - Audrey Bonnet per Répétition
  - Émilie Incerti Formentini per Rendez-vous Gare de l’Est
  - Vanessa Van Durme per Avant que j’oublie
- 2016: Dominique Blanc per Les Liaisons Dangereuse
  - Francine Bergé per Bettencourt Boulevard ou Une histoire de France
  - Catherine Hiegel per Le retour au désert
  - Isabelle Huppert per Phèdre(s)
- 2017: Elsa Lepoivre per Les Damnés
  - Romane Bohringer per La cantatrice calva (La Cantatrice chauve)
  - Isabelle Carré per Honneur à Notre Élue
  - Françoise Gillard per Figli di un Dio minore (Les Enfants du silence)
- 2018: Marina Hands per Actrice
  - Christiane Cohendy per Tableau d’une exécution
  - Catherine Hiegel per La Nostalgie des blattes
  - Anne Kessler per L'albergo del libero scambio (L’Hôtel du libre-échange)
- 2019: Marina Foïs per Les Idoles
  - Francine Bergé per L’Échange
  - Rachida Brakni per J’ai pris mon père sur mes épaules
  - Florence Viala per La Locandiera
- 2020: Christine Murillo per La Mouche
  - Isabelle Adjani per Opening Night
  - Isabelle Carré per Détails
  - Géraldine Martineau per Pompier(s)
- 2022: Clotilde Hesme per Stallone
  - Emeline Bayart per On purge bébé
  - Julie Depardieu per Snow Thérapie
  - Isabelle Huppert per Il giadino di ciliegi (La Cerisaie)
- 2023: Sara Giraudeau per Le Syndrome de l'oiseau[1]
  - Isabelle Carré per The Country
  - Catherine Hiegel per Music-Hall
  - Isabelle Huppert per The Glass Menagerie

### Premio per la miglior attrice in uno spettacolo di un Teatro Privato
- 2014: Isabelle Gélinas per Il Padre (Le Père)
  - Emmanuelle Devos per La Porte à côté
  - Agnès Jaoui per Les Uns sur les Autres
  - Valérie Lemercier per Un temps de chien
- 2015: Marie Gillain per Venere in Pelliccia (La Vénus à la Fourrure)
  - Myriam Boyer per Chère Elena
  - Fanny Cottençon per On ne se mentira jamais!
  - Miou-Miou per Des Gens bien
- 2016: Catherine Frot per Fiore di Cactus (Fleur de Cactus)
  - Léa Drucker per Un amour qui ne finit pas
  - Muriel Robin per Momo
  - Dominique Valadié per Chi ha paura di Virginia Woolf (Qui a peur de Virginia Woolf?)
- 2017: Catherine Arditi per Ensemble
  - Béatrice Agenin per La Louve
  - Clémentine Célarié per Darius
  - Cristiana Reali per M'man
- 2018: Laure Calamy per Il gioco dell'amore e del caso (Le Jeu de l’amour et du hasard)
  - Isabelle Carré per Baby
  - Anne Charrier per En attendant Bojangles
  - Mélanie Doutey per Douce Amère
- 2019: Anne Bouvier per Mademoiselle Molière
  - Isabelle Carré per La Dégustation
  - Anne Charrier per Le Canard à l’orange
  - Cristiana Reali per Lo zoo di vetro (La Ménagerie de verre)
- 2020: Béatrice Agénin per Marie des Poules – Gouvernante chez George Sand
  - Catherine Arditi per Madame Zola
  - Léa Drucker per La Dame de chez Maxim
  - Élodie Navarre per Les Beaux
- 2022: Barbara Schulz per Come vi piace (Comme il vous plaira)
  - Catherine Hiegel per Avant la retraite
  - Vanessa Paradis per Maman
  - Cristiana Reali per Simone Veil - les Combats d’une effrontée
- 2023:  Marie-Julie Baup per Oublie-moi[1]
  - Catherine Frot in Lorsque l'enfant parait
  - Isabelle Gélinas in Les Humains
  - Marie Gillain in Sur la tête des enfants